# Siechniewicze (gmina)
Siechniewicze (do 1932 Międzylesie) – dawna gmina wiejska istniejąca w latach 1932–1939 w woj. poleskim (obecnie na Białorusi). Siedzibą gminy były Siechniewicze.
Gmina Siechniewicze została utworzona w powiecie prużańskim w woj. poleskim 1 kwietnia 1932 roku z obszaru zniesionej gminy Międzylesie, oraz z równocześnie do niej przyłączonych części obszaru zniesionych gmin Bereza Kartuzka i Rewjatycze. Po wojnie obszar gminy Siechniewicze wszedł w struktury administracyjne Związku Radzieckiego.
Nie mylić z gminą Siechnowicze.